# VC長野トライデンツ
VC長野トライデンツ（ブイシーながのトライデンツ）は、長野県を本拠地とする男子バレーボールクラブチームである。運営は株式会社VC長野クリエイトスポーツ。2025-26シーズンはSV.LEAGUE MENに所属。

## 歴史
2008年にVリーグ入りを目指すクラブチーム「VC.NAGANO」として設立。設立者の笹川星哉は2007年までNEC長野（長野県伊那市）でプレーし、全日本6人制バレーボール実業団男女優勝大会に出場していたが、チームは廃部となり、それがきっかけでクラブチーム設立を決断した。
2009年には長野教員バレーボール部と合併した。
2011年度より地域リーグに参加し、2012年2月の第2回全国6人制バレーボールリーグ総合男女優勝大会東部決勝リーグでは初参戦ながら4位に食い込んだ。同年、チーム名を公募によりVC長野トライデンツとした。
2013年7月に運営母体となる一般社団法人VC長野クリエイトスポーツが設立され、同年11月27日にVリーグ機構はVC長野トライデンツの準加盟を発表した。
2015年3月、2015/16シーズンから開催されるV・チャレンジリーグIIへの参戦が内定した。2016年1月、Vリーグ機構はVC長野トライデンツの正式入社内定を発表した。初陣となった2015/16V・チャレンジリーグIIでは見事に優勝を果たし、V・チャレンジマッチ進出、チャレンジマッチでは東京ヴェルディと対戦し1勝1敗となったが、セット率で上回り、VチャレンジリーグIへの昇格を決めた。
チャレンジリーグI昇格後の2016/17シーズンには13勝8敗と健闘し、3位となった。
2018年3月、Vリーグ機構は2018/19シーズンからの新リーグ構成を発表し、VC長野は最高峰であるDIVISION1（V1リーグ）所属となった。また、同月に運営母体（VC長野クリエイトスポーツ）が株式会社に組織変更となった。6月にジェイテクトSTINGSコーチのアーマツ・マサジェディが移籍加入し監督に就任。
2018-19、2019-20シーズンは最下位に留まる。2020-21シーズンは1つ順位を上げて9位となった。
2021年、アーマツがクラブ規定およびコンプライアンス規定等に抵触する行為を行なったため、10月8日付で監督を解任された。後任として、2021-22シーズンは、V2女子のルートインホテルズ Brilliant Ariesの監督であった松本隆義が入団し監督代行を務める。さらに、シーズン中に主力4選手がチームを退団する事態も起こった。V1は5勝31敗（不戦勝2を含む）の最下位となり、V・チャレンジマッチのV1・V2入替戦に出場することとなり、そこでV2優勝のヴォレアス北海道と戦うこととなった。入替戦初戦をフルセットで敗れ危機的状況に陥るが、第2戦をフルセットで勝ち、得点率で逆転してV1残留を決めた。シーズン前の監督交代とシーズン中の4選手退団があった危機的状況の中で決めたV1残留であった。
2022年に、パナソニックパンサーズで6シーズン監督を務めた川村慎二が監督に就任し、2022-23シーズンより指揮を執る。
2023年7月19日、運営会社である株式会社VC長野クリエイトスポーツの株式と経営権を株式会社メルコグループに譲渡する運びになったと発表した。2023年2月期で経営状態が悪化し、債務超過により同年8月に経営破綻する危機に陥った。チーム存続に向けてバレーボール関係者の協力を得る中で、メルコグループに全株譲渡と累積債務の解消、経営権譲渡が受け入れられた。それに伴い、メルコグループより派遣された大矢芳弘が代表取締役社長に就任し、クラブ設立から代表取締役社長を務めて来た笹川星哉は同役職を退任することとなった。

## 成績

### 主な成績
V.LEAGUE DIVISION1 MEN
チャレンジリーグI
- 優勝、準優勝 なし

チャレンジリーグII
- 優勝 1回（2015年度）

### 年度別成績

#### V・プレミアリーグ / V・チャレンジリーグ
| 所属        | 年度    | 最終 順位 | 参加 チーム数 | レギュラーラウンド | レギュラーラウンド | レギュラーラウンド | レギュラーラウンド | ポストシーズン | ポストシーズン | ポストシーズン |
| 所属        | 年度    | 最終 順位 | 参加 チーム数 | 順位               | 試合               | 勝                 | 敗                 | 試合           | 勝             | 敗             |
| ----------- | ------- | --------- | ------------- | ------------------ | ------------------ | ------------------ | ------------------ | -------------- | -------------- | -------------- |
| チャレンジⅡ | 2015/16 | 優勝      | 7チーム       | 1位                | 18                 | 17                 | 1                  | -              | -              | -              |
| チャレンジⅠ | 2016/17 | 3位       | 8チーム       | 3位                | 21                 | 13                 | 8                  | -              | -              | -              |
| チャレンジⅠ | 2017/18 | 5位       | 8チーム       | 5位                | 21                 | 10                 | 11                 | -              | -              | -              |

#### V.LEAGUE
| 所属      | 年度    | 最終 順位 | 参加 チーム数 | レギュラーラウンド | レギュラーラウンド | レギュラーラウンド | レギュラーラウンド | ポストシーズン | ポストシーズン | ポストシーズン | 備考            |
| 所属      | 年度    | 最終 順位 | 参加 チーム数 | 順位               | 試合               | 勝                 | 敗                 | 試合           | 勝             | 敗             | 備考            |
| --------- | ------- | --------- | ------------- | ------------------ | ------------------ | ------------------ | ------------------ | -------------- | -------------- | -------------- | --------------- |
| DIVISION1 | 2018-19 | 10位      | 10チーム      | 10位               | 27                 | 1                  | 26                 | -              | -              | -              |                 |
| DIVISION1 | 2019-20 | 10位      | 10チーム      | 10位               | 27                 | 3                  | 24                 | -              | -              | -              |                 |
| DIVISION1 | 2020-21 | 9位       | 10チーム      | 9位                | 36                 | 4                  | 32                 | -              | -              | -              |                 |
| DIVISION1 | 2021-22 | 10位      | 10チーム      | 10位               | 36                 | 5                  | 31                 | -              | -              | -              | 不戦勝2を含む。 |
| DIVISION1 | 2022-23 | 9位       | 10チーム      | 9位                | 36                 | 5                  | 31                 | -              | -              | -              |                 |
| DIVISION1 | 2023-24 | 10位      | 10チーム      | 10位               | 36                 | 2                  | 34                 | -              | -              | -              |                 |

#### SV.LEAGUE
| 所属      | 年度    | 最終 順位 | 参加 チーム数 | レギュラーラウンド | レギュラーラウンド | レギュラーラウンド | レギュラーラウンド | ポストシーズン | ポストシーズン | ポストシーズン | 備考 |
| 所属      | 年度    | 最終 順位 | 参加 チーム数 | 順位               | 試合               | 勝                 | 敗                 | 試合           | 勝             | 敗             | 備考 |
| --------- | ------- | --------- | ------------- | ------------------ | ------------------ | ------------------ | ------------------ | -------------- | -------------- | -------------- | ---- |
| SV.LEAGUE | 2024-25 | 9位       | 10チーム      | 9位                | 44                 | 10                 | 34                 |                |                |                |      |

## 選手・スタッフ(2025-26)

### 選手
| 背番号                                                                           | 名前                    | シャツネーム | 生年月日（年齢）       | 身長 | 国籍         | Pos   | 在籍年  | 前所属            | 備考         |
| -------------------------------------------------------------------------------- | ----------------------- | ------------ | ---------------------- | ---- | ------------ | ----- | ------- | ----------------- | ------------ |
| 1                                                                                | 山田航旗                | YAMADA       | 1999年10月7日（25歳）  | 190  | 日本         | MB    | 2022年- | 福岡大学          |              |
| 3                                                                                | 酒井秀輔                | SAKAI        | 2002年5月20日（23歳）  | 184  | 日本         | OP    | 2024年- | 天理大学          | 新人         |
| 5                                                                                | 難波宏治                | NANBA        | 1999年12月7日（25歳）  | 170  | 日本         | L     | 2024年- | 長野GR            |              |
| 6                                                                                | 赤星伸城                | SHINJO       | 2000年1月19日（25歳）  | 180  | 日本         | S     | 2025年- | 北海道YS          | 移籍加入     |
| 7                                                                                | 古藤宏規                | KOTOU        | 2000年4月14日（25歳）  | 170  | 日本         | L     | 2023年- | 中京大学          |              |
| 8                                                                                | 中島健斗                | NAKASHIMA    | 2001年10月15日（23歳） | 172  | 日本         | S     | 2024年- | 天理大学          |              |
| 9                                                                                | 藤原奨太                | FUJIWARA     | 1998年7月14日（27歳）  | 190  | 日本         | OH    | 2023年- | 大分三好          | キャプテン   |
| 10                                                                               | 安原大                  | YASUHARA     | 2001年8月14日（23歳）  | 190  | 日本         | MB    | 2024年- | 日本体育大学      |              |
| 11                                                                               | 工藤有史                | KUDO         | 2001年9月24日（23歳）  | 190  | 日本         | OH    | 2023年- | 明治大学          |              |
| 12                                                                               | 星名勇佑                | HOSHINA      | 2001年1月4日（24歳）   | 180  | 日本         | S     | 2025年- | 千葉ZELVA         | 移籍加入     |
| 13                                                                               | 飯田孝雅                | IIDA         | 2002年1月19日（23歳）  | 183  | 日本         | OP    | 2024年- | 東海大学          | 副キャプテン |
| 14                                                                               | マシュー・ニーブス (de) |              | 2000年6月21日（25歳）  | 207  | カナダ       | OP    | 2025年- | デューレン (de)   | 移籍加入     |
| 17                                                                               | 松本慶彦                | MATSUMOTO    | 1981年1月7日（44歳）   | 193  | 日本         | MB    | 2025年- | 日本製鉄堺        | 移籍加入     |
| 18                                                                               | 佐藤隆哉                | SATO         | 2001年8月3日（24歳）   | 193  | 日本         | OH    | 2024年- | 東海大学          |              |
| 19                                                                               | 一条太嘉丸              | ICHIJO       | 2002年8月24日（22歳）  | 188  | 日本         | OH    | 2024年- | 日本体育大学      | 新人         |
| 21                                                                               | 岸川蓮樹                | KISHIKAWA    | 2002年9月9日（22歳）   | 196  | 日本         | OP/MB | 2024年- | 東亜大学          | 新人         |
| 22                                                                               | オスカー・マドセン      |              | 2000年1月17日（25歳）  | 195  | デンマーク   | OH    | 2025年- | VK Lvi Praha (pl) | 移籍加入     |
| 24                                                                               | 安部翔大                | ABE          | 1999年11月3日（25歳）  | 190  | 日本         | MB    | 2024年- | 大分三好          |              |
| 26                                                                               | ファルハン・ハリム (en) |              | 2001年4月26日（24歳）  | 193  | インドネシア | OH    | 2025年- | JBP (en)          | 移籍加入     |
| 出典：チーム新体制リリース チーム公式サイト Vリーグ公式サイト 更新：2025年8月4日 |                         |              |                        |      |              |       |         |                   |              |

### スタッフ
| 役職                                                                             | 名前     | 備考 |
| -------------------------------------------------------------------------------- | -------- | ---- |
| アドバイザー                                                                     | 保科良博 |      |
| GM                                                                               | 小川貴史 | 新任 |
| 監督                                                                             | 川村慎二 |      |
| コーチ                                                                           | 古田博幸 |      |
| コーチ                                                                           | 安田瑛亮 |      |
| コーチ                                                                           | 長田翼   |      |
| S&Cトレーナー                                                                    | 有賀康大 | 新任 |
| メディカルトレーナー                                                             | 笹川祐生 | 新任 |
| メディカルトレーナー                                                             | 原佑介   |      |
| メディカルトレーナー                                                             | 平田眞   |      |
| 通訳                                                                             | 石川愛恵 | 新任 |
| アナリスト                                                                       | 松下泰己 |      |
| 出典：チーム新体制リリース チーム公式サイト Vリーグ公式サイト 更新：2025年8月4日 |          |      |

## アンダーカテゴリー
男女ともにU15チームが活動している。女子アカデミーは2020年12月に設立が発表された。

## チームキャラクター
- 「グロッテ」: コヨーテをモチーフとしている。

地元の小学校で子どもたちとバレーを学んで楽しい日々を過ごすも、その学校が廃校になりひとりぼっちになってしまったグロッテが、VC長野トライデンツと出会い、再びバレーボールの楽しみを知るというストーリーがある。好きな食べ物はプリン。満月の夜に変身することができる。SNSを活用して広報係としても浸透している。